# SSM-N-8 Regulus I
Vought SSM-N-8 / RGM-6 Regulus I – pierwszy wprowadzony do czynnej służby amerykański samolot-pocisk (pocisk manewrujący). Regulus I był wyposażonym w głowicę jądrową pociskiem woda-ziemia, w czasie swojej służby stanowiącym jeden z elementów strategicznego odstraszania nuklearnego. Przenoszone przez okręty nawodne i podwodne Marynarki Wojennej Stanów Zjednoczonych, pełniły służbę operacyjną w latach 1955 – 1964. Wraz z wejściem do służby strategicznych okrętów podwodnych przenoszących rakietowe pociski balistyczne, sukcesywnie zastępowane w służbie przez pociski SLBM Polaris A-1.

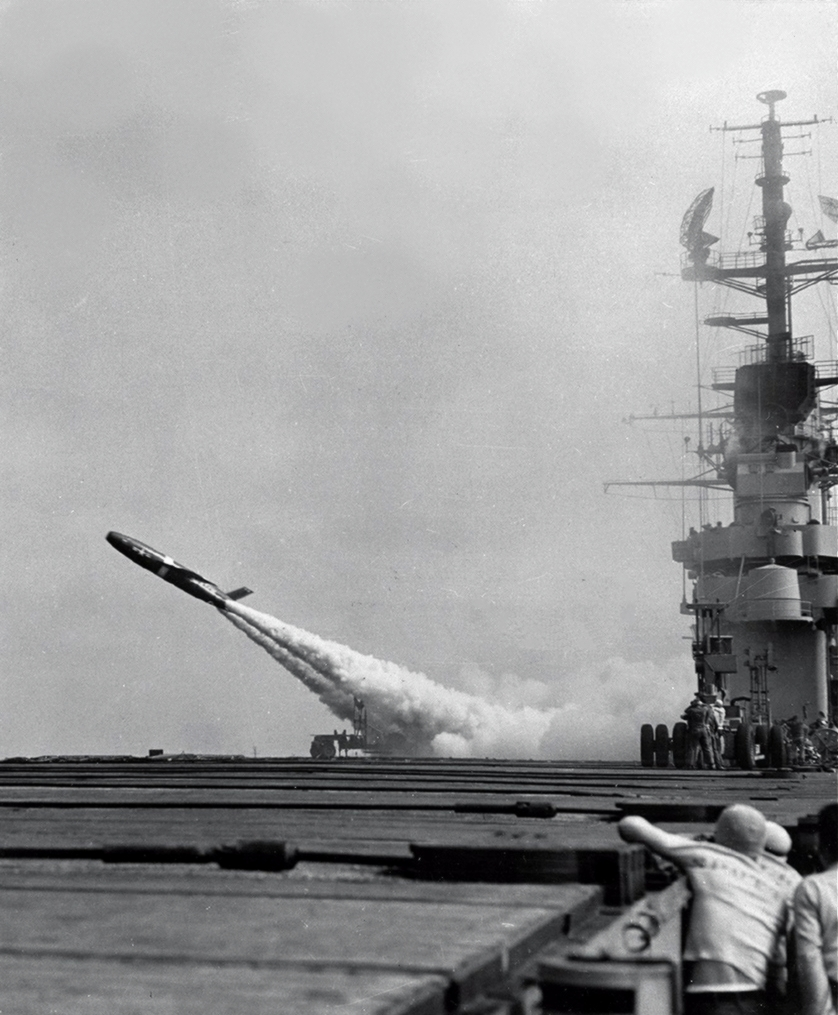
Odpalenie pocisku